# Dècada per a la integració gitana
La Dècada per a la integració gitana és una iniciativa de vuit països del centre i el sud-est d'Europa per a millorar la situació socioeconòmica i integrar socialment la minoria gitana de tota la regió. La iniciativa es va iniciar l'any 2005 amb el termini del 2015 com a data per assolir els objectius, i representa el primer projecte multi-nacional europeu per a millorar activament la situació dels gitanos.
Dotze països participen en la Dècada per a la integració dels gitanos: Albània, Bòsnia i Hercegovina, Bulgària, Croàcia, Eslovàquia, Espanya, Hongria, Macedònia del Nord, República Txeca, Romania, Sèrbia i Montenegro. Tots aquests països tenen una minoria significativa de gitanos, que en general es troba en desavantatge tant econòmicament com social.
El 2005, els governs d'aquests països es van comprometre a disminuir les diferències en qualitat i condicions de vida entre els gitanos i la resta de la població, i acabar amb el cercle de pobresa i exclusió en el que es troben molts gitanos.